# Enicospilus flavocephalus
Enicospilus flavocephalus là một loài tò vò trong họ Ichneumonidae.